# Maja Rosit
Maja Rosit – szczyt w Górach Dynarskich. Leży na granicy między Albanią a Czarnogórą, blisko granicy z Kosowem. Należy do pasma Gór Północnoalbańskich.